# Guettarda pinariona
Guettarda pinariona är en måreväxtart som beskrevs av Ignatz Urban. Guettarda pinariona ingår i släktet Guettarda och familjen måreväxter. Inga underarter finns listade i Catalogue of Life.